# Мирошки
Мирошки — деревня в Дубровском районе Брянской области, в составе Сещинского сельского поселения. Расположена в 8 км к северу от посёлка Сеща. Население — 2 человека (2010).

## История
Упоминается с XVIII века (первоначально — в составе Брянского уезда; также называлась Мирошкино, Мурашкино). С 1776 по 1929 год в Рославльском уезде Смоленской губернии (с 1861 года — в составе Радичской волости, с 1924 в Сещенской волости). С 1929 в Дубровском районе; до 1959 года в Узщанском сельсовете.
| Годы      | 1859 | 1904 | 1979 | 1989 | 2002 | 2010 |
| --------- | ---- | ---- | ---- | ---- | ---- | ---- |
| Население | 156  | 256  | 39   | 4    | 2    | 2    |